# Списък на спътници Космос (1751-2000)

## 1986
- Космос 1751 (dtto) Стрела-1M COMM
- Космос 1752 (dtto) Стрела-1M COMM
- Космос 1753 (dtto) Стрела-1M COMM
- Космос 1754 (dtto) Стрела-1M COMM
- Космос 1755 (dtto) Стрела-1M COMM
- Космос 1756 (юни 6) Кобальт
- Космос 1757 (юни 11) Облик (Природа)
- Космос 1758 (юни 12) Целина-D SIGINT
- Космос 1759 (юни 18) Парус
- Космос 1760 (юни 19) Облик
- Космос 1761 (юли 5) Око система за ранно предупреждение
- Космос 1762 (юли 10) Ресурс-F1 14F40 No. 59
- Космос 1763 (юли 16) Стрела-2 COMM
- Космос 1764 (юли 17) Кобальт
- Космос 1765 (юли 24) Облик
- Космос 1766 (юли 28) Okean-O1 NKhM No. 3
- Космос 1767 (юли 30) EPN No. 03.695 (Целина-2 SIGINT
- Космос 1768 (август 2) Ресурс-F1 14F40 No. 60
- Космос 1769 (август 4) US-PM SIGINT/EORSAT
- Космос 1770 (август 6) Терилен
- Космос 1771 (август 20) US-A RORSAT
- Космос 1772 (август 21) Облик
- Космос 1773 (август 27) Кобальт
- Космос 1774 (август 28) Око система за ранно предупреждение
- Космос 1775 (септември 3) Облик
- Космос 1776 (септември 3) Ромб
- Космос 1776 SS 1 (dtto) ESO
- Космос 1776 SS 2 (dtto) ESO
- Космос 1776 SS 3 (dtto) ESO
- Космос 1776 SS 4 (dtto) ESO
- Космос 1776 SS 5 (dtto) ESO
- Космос 1776 SS 6 (dtto) ESO
- Космос 1776 SS 7 (dtto) ESO
- Космос 1776 SS 8 (dtto) ESO
- Космос 1776 SS 9 (dtto) ESO
- Космос 1776 SS 10 (dtto) ESO
- Космос 1776 SS 11 (dtto) ESO
- Космос 1776 SS 12 (dtto) ESO
- Космос 1776 SS 13 (dtto) ESO
- Космос 1776 SS 14 (dtto) ESO
- Космос 1776 SS 15 (dtto) ESO
- Космос 1776 SS 16 (dtto) ESO
- Космос 1776 SS 17 (dtto) ESO
- Космос 1776 SS 18 (dtto) ESO
- Космос 1776 SS 19 (dtto) ESO
- Космос 1776 SS 20 (dtto) ESO
- Космос 1776 SS 21 (dtto) ESO
- Космос 1776 SS 22 (dtto) ESO
- Космос 1776 SS 23 (dtto) ESO
- Космос 1776 SS 24 (dtto) ESO
- Космос 1777 (септември 10) Стрела-2 COMM
- Космос 1778 (септември 16) Ураган No. 24L GLONASS
- Космос 1779 (dtto) Ураган No. 25L GLONASS
- Космос 1780 (dtto) Ураган No. 26L GLONASS
- Космос 1781 (септември 17) Облик
- Космос 1782 (септември 30) Целина-D SIGINT
- Космос 1783 (октомври 3) Око система за ранно предупреждение
- Космос 1784 (октомври 6) Силует No. 6
- Космос 1785 (октомври 15) Око система за ранно предупреждение
- Космос 1786 (октомври 22) Тайфун-1B
- Космос 1787 (октомври 22) Облик
- Космос 1788 (октомври 27) Вектор
- Космос 1789 (октомври 31) Ресурс-F1 14F40 No. 61
- Космос 1790 (нов 4) Облик
- Космос 1791 (нов 13) Цикада
- Космос 1792 (нов 13) Кобальт
- Космос 1793 (нов 20) Око система за ранно предупреждение
- Космос 1794 (нов 21) Стрела-1M COMM
- Космос 1795 (dtto) Стрела-1M COMM
- Космос 1796 (dtto) Стрела-1M COMM
- Космос 1797 (dtto) Стрела-1M COMM
- Космос 1798 (dtto) Стрела-1M COMM
- Космос 1799 (dtto) Стрела-1M COMM
- Космос 1800 (dtto) Стрела-1M COMM
- Космос 1801 (dtto) Стрела-1M COMM
- Космос 1802 (нов 24) Парус
- Космос 1803 (декември 2) Мусон No. 18
- Космос 1804 (декември 4) Облик
- Космос 1805 (декември 10) Целина-R SIGINT
- Космос 1806 (декември 12) Око система за ранно предупреждение
- Космос 1807 (декември 16) Кобальт
- Космос 1808 (декември 17) Парус
- Космос 1809 (декември 18) AUOS-Z 501 Ionozond-E
- Космос 1810 (декември 26) Терилен

## 1987
- Космос 1811 (януари 9) Кобальт
- Космос 1812 (януари 14) Целина-D SIGINT
- Космос 1813 (януари 15) Облик
- Космос 1814 (януари 21) Стрела-2 COMM
- Космос 1815 (януари 22) Ромб
- Космос 1815 SS 1 (dtto) ESO
- Космос 1815 SS 2 (dtto) ESO
- Космос 1815 SS 3 (dtto) ESO
- Космос 1815 SS 4 (dtto) ESO
- Космос 1815 SS 5 (dtto) ESO
- Космос 1815 SS 6 (dtto) ESO
- Космос 1815 SS 7 (dtto) ESO
- Космос 1815 SS 8 (dtto) ESO
- Космос 1815 SS 9 (dtto) ESO
- Космос 1815 SS 10 (dtto) ESO
- Космос 1815 SS 11 (dtto) ESO
- Космос 1815 SS 12 (dtto) ESO
- Космос 1815 SS 13 (dtto) ESO
- Космос 1815 SS 14 (dtto) ESO
- Космос 1815 SS 15 (dtto) ESO
- Космос 1815 SS 16 (dtto) ESO
- Космос 1815 SS 17 (dtto) ESO
- Космос 1815 SS 18 (dtto) ESO
- Космос 1815 SS 19 (dtto) ESO
- Космос 1815 SS 20 (dtto) ESO
- Космос 1815 SS 21 (dtto) ESO
- Космос 1815 SS 22 (dtto) ESO
- Космос 1815 SS 23 (dtto) ESO
- Космос 1815 SS 24 (dtto) ESO
- Космос 1816 (януари 29) Цикада
- Космос 1817 (януари 30) Ekran-M No. 11L
- Космос 1818 (февруари 1) Плазма-A No. 1
- Космос 1819 (февруари 7) Облик
- Космос 1820 (февруари 14) EPN No. 03.695 (Целина-2 SIGINT
- Космос 1821 (февруари 18) Парус
- Космос 1822 (февруари 19) Облик
- Космос 1823 (февруари 20) Мусон No. 19
- Космос 1824 (февруари 26) Кобальт
- Космос 1825 (март 3) Целина-D SIGINT
- Космос 1826 (март 11) Облик
- Космос 1827 (март 13) Стрела-3 COMM
- Космос 1828 (dtto) Стрела-3 COMM
- Космос 1829 (dtto) Стрела-3 COMM
- Космос 1830 (dtto) Стрела-3 COMM
- Космос 1831 (dtto) Стрела-3 COMM
- Космос 1832 (dtto) Стрела-3 COMM
- Космос 1833 (март 18) EPN No. 03.694 (Целина-2 SIGINT
- Космос 1834 (април 8) US-PM SIGINT/EORSAT
- Космос 1835 (април 9) Кобальт
- Космос 1836 (април 16) Терилен
- Космос 1837 (април 22) Облик
- Космос 1838 (април 24) Ураган No. 30L GLONASS – failed
- Космос 1839 (dtto) Ураган No. 31L GLONASS – failed
- Космос 1840 (dtto) Ураган No. 32L GLONASS – failed
- Космос 1841 (април 24) Foton No. 3L
- Космос 1842 (април 27) Целина-D SIGINT
- Космос 1843 (май 5) Облик
- Космос 1844 (май 13) Целина-2 SIGINT
- Космос 1845 (май 13) Облик
- Космос 1846 (май 21) Ресурс-F1 14F40 No. 104
- Космос 1847 (май 26) Кобальт
- Космос 1848 (май 28) Облик
- Космос 1849 (юни 4) Око система за ранно предупреждение
- Космос 1850 (юни 9) Стрела-2 COMM
- Космос 1851 (юни 12) Око система за ранно предупреждение
- Космос 1852 (юни 16) Стрела-1M COMM
- Космос 1853 (dtto) Стрела-1M COMM
- Космос 1854 (dtto) Стрела-1M COMM
- Космос 1855 (dtto) Стрела-1M COMM
- Космос 1856 (dtto) Стрела-1M COMM
- Космос 1857 (dtto) Стрела-1M COMM
- Космос 1858 (dtto) Стрела-1M COMM
- Космос 1859 (dtto) Стрела-1M COMM
- Космос 1860 (юни 18) US-A RORSAT
- Космос 1861 (юни 23) Цикада/RS-10/RS-11
- Космос 1862 (юли 1) Целина-D SIGINT
- Космос 1863 (юли 4) Облик
- Космос 1864 (юли 6) Парус
- Космос 1865 (юли 8) Силует No. 7
- Космос 1866 (юли 9) Кобальт
- Космос 1867 (юли 10) Плазма-A No. 2
- Космос 1868 (юли 14) Тайфун-1B
- Космос 1869 (юли 16) Okean-O1 NKhM No. 4
- Космос 1870 (юли 25) Mech-K No. 304
- Космос 1871 (август 1) EPN No. 03.695 (Целина-2 SIGINT
- Космос 1872 (август 19) Облик
- Космос 1873 (август 28) EPN No. 03.695 (Целина-2 SIGINT
- Космос 1874 (септември 3) Облик
- Космос 1875 (септември 7) Стрела-3 COMM
- Космос 1876 (dtto) Стрела-3 COMM
- Космос 1877 (dtto) Стрела-3 COMM
- Космос 1878 (dtto) Стрела-3 COMM
- Космос 1879 (dtto) Стрела-3 COMM
- Космос 1880 (dtto) Стрела-3 COMM
- Космос 1881 (септември 11) Терилен
- Космос 1882 (септември 15) Ресурс-F1 14F40 No. 107
- Космос 1883 (септември 16) Ураган No. 33L GLONASS
- Космос 1884 (dtto) Ураган No. 34L GLONASS
- Космос 1885 (dtto) Ураган No. 35L GLONASS
- Космос 1886 (септември 17) Кобальт
- Космос 1887 (септември 29) Бион No. 8
- Космос 1888 (октомври 1) Гейзер No. 15L
- Космос 1889 (октомври 9) Облик
- Космос 1890 (октомври 10) US-PM SIGINT/EORSAT
- Космос 1891 (октомври 14) Парус
- Космос 1892 (октомври 20) Целина-D SIGINT
- Космос 1893 (октомври 22) Кобальт
- Космос 1894 (октомври 28) Око система за ранно предупреждение
- Космос 1895 (нов 11) Облик
- Космос 1896 (нов 14) Комета No. 8
- Космос 1897 (нов 26) Al'tair No. 12L
- Космос 1898 (декември 1) Стрела-2 COMM
- Космос 1899 (декември 7) Облик
- Космос 1900 (декември 12) US-A RORSAT – failed nuclear disposal system
- Космос 1901 (декември 14) Кобальт
- Космос 1902 (декември 15) Вектор
- Космос 1903 (декември 21) Око система за ранно предупреждение
- Космос 1904 (декември 23) Парус
- Космос 1905 (декември 25) Облик
- Космос 1906 (декември 26) Ресурс-F2 17F42 No. 1
- Космос 1907 (декември 29) Облик

## 1988
- Космос 1908 (януари 6) Целина-D SIGINT
- Космос 1909 (януари 15) Стрела-3 COMM
- Космос 1910 (dtto) Стрела-3 COMM
- Космос 1911 (dtto) Стрела-3 COMM
- Космос 1912 (dtto) Стрела-3 COMM
- Космос 1913 (dtto) Стрела-3 COMM
- Космос 1914 (dtto) Стрела-3 COMM
- Космос 1915 (януари 26) Облик
- Космос 1916 (февруари 3) Кобальт
- Космос 1919 (февруари 17) Ураган No. 36L GLONASS – failed
- Космос 1917 (dtto) Ураган No. 38L GLONASS – failed
- Космос 1918 (dtto) Ураган No. 37L GLONASS – failed
- Космос 1920 (февруари 18) Ресурс-F1 14F40 No. 106
- Космос 1921 (февруари 19) Облик
- Космос 1922 (февруари 26) Око система за ранно предупреждение
- Космос 1923 (март 10) Облик
- Космос 1924 (март 11) Стрела-1M COMM
- Космос 1925 (dtto) Стрела-1M COMM
- Космос 1926 (dtto) Стрела-1M COMM
- Космос 1927 (dtto) Стрела-1M COMM
- Космос 1928 (dtto) Стрела-1M COMM
- Космос 1929 (dtto) Стрела-1M COMM
- Космос 1930 (dtto) Стрела-1M COMM
- Космос 1931 (dtto) Стрела-1M COMM
- Космос 1932 (март 14) US-A RORSAT – mission terminated May 20 1988 due to technical problems
- Космос 1933 (март 15) Целина-D SIGINT
- Космос 1934 (март 22) Парус
- Космос 1935 (март 24) Кобальт
- Космос 1936 (март 30) Терилен
- Космос 1937 (април 5) Стрела-2 COMM
- Космос 1938 (април 11) Облик
- Космос 1939 (април 20) Ресурс-O1 No. 2L
- Космос 1940 (април 26) Прогноз система за ранно предупреждение, 2nd generation
- Космос 1941 (април 27) Облик
- Космос 1942 (май 12) Кобальт
- Космос 1943 (май 15) Целина-2 SIGINT
- Космос 1944 (май 18) Комета No. 9
- Космос 1945 (май 19) Облик
- Космос 1946 (май 21) Ураган No. 39L GLONASS
- Космос 1947 (dtto) Ураган No. 40L GLONASS
- Космос 1948 (dtto) Ураган No. 41L GLONASS
- Космос 1949 (май 28) US-PM SIGINT/EORSAT
- Космос 1950 (май 30) Мусон No. 21 (Geo-IK)
- Космос 1951 (май 31) Ресурс-F1 14F43 No. 28
- Космос 1952 (юни 11) Облик
- Космос 1953 (юни 14) Целина-D SIGINT
- Космос 1954 (юни 21) Стрела-2 COMM
- Космос 1955 (юни 22) Кобальт
- Космос 1956 (юни 23) Облик
- Космос 1957 (юли 7) Ресурс-F1 14F43 No. 29
- Космос 1958 (юли 14) Вектор
- Космос 1959 (юли 18) Парус
- Космос 1960 (юли 28) Ромб
- Космос 1960 SS 1 (dtto) ESO
- Космос 1960 SS 2 (dtto) ESO
- Космос 1960 SS 3 (dtto) ESO
- Космос 1960 SS 4 (dtto) ESO
- Космос 1960 SS 5 (dtto) ESO
- Космос 1960 SS 6 (dtto) ESO
- Космос 1960 SS 7 (dtto) ESO
- Космос 1960 SS 8 (dtto) ESO
- Космос 1960 SS 9 (dtto) ESO
- Космос 1960 SS 10 (dtto) ESO
- Космос 1960 SS 11 (dtto) ESO
- Космос 1960 SS 12 (dtto) ESO
- Космос 1960 SS 13 (dtto) ESO
- Космос 1960 SS 14 (dtto) ESO
- Космос 1960 SS 15 (dtto) ESO
- Космос 1960 SS 16 (dtto) ESO
- Космос 1960 SS 17 (dtto) ESO
- Космос 1960 SS 18 (dtto) ESO
- Космос 1960 SS 19 (dtto) ESO
- Космос 1960 SS 20 (dtto) ESO
- Космос 1960 SS 21 (dtto) ESO
- Космос 1960 SS 22 (dtto) ESO
- Космос 1960 SS 23 (dtto) ESO
- Космос 1960 SS 24 (dtto) ESO
- Космос 1961 (август 1) Гейзер No. 16L
- Космос 1962 (август 8) Облик
- Космос 1963 (август 16) Кобальт
- Космос 1964 (август 23) Облик
- Космос 1965 (август 23) Ресурс-F2 17F42 No. 2
- Космос 1966 (август 30) Око система за ранно предупреждение
- Космос 1967 (септември 6) Облик
- Космос 1968 (септември 9) Ресурс-F1 14F43 No. 31
- Космос 1969 (септември 15) Кобальт
- Космос 1970 (септември 16) Ураган No. 42L GLONASS
- Космос 1971 (dtto) Ураган No. 43L GLONASS
- Космос 1972 (dtto) Ураган No. 44L GLONASS
- Космос 1973 (септември 22) Облик
- Космос 1974 (октомври 3) Око система за ранно предупреждение
- Космос 1975 (октомври 11) Целина-D SIGINT
- Космос 1976 (октомври 13) Облик
- Космос 1977 (октомври 25) Око система за ранно предупреждение
- Космос 1978 (октомври 27) Облик
- Космос 1979 (нов 18) US-PM SIGINT/EORSAT
- Космос 1980 (нов 23) Целина-2 SIGINT
- Космос 1981 (нов 24) Облик
- Космос 1982 (нов 30) Облик
- Космос 1983 (декември 8) Облик
- Космос 1984 (декември 16) Кобальт
- Космос 1985 SS 4 (декември 23) ESO
- Космос 1985 SS 5 (dtto) ESO
- Космос 1985 (dtto) Kol'tso
- Космос 1985 SS 1 (dtto) ESO
- Космос 1985 SS 2 (dtto) ESO
- Космос 1985 SS 3 (dtto) ESO
- Космос 1985 SS 6 (dtto) ESO
- Космос 1985 SS 7 (dtto) ESO
- Космос 1985 SS 8 (dtto) ESO
- Космос 1985 SS 9 (dtto) ESO
- Космос 1985 SS 10 (dtto) ESO
- Космос 1985 SS 11 (dtto) ESO
- Космос 1985 SS 12 (dtto) ESO
- Космос 1985 SS 13 (dtto) ESO
- Космос 1985 SS 14 (dtto) ESO
- Космос 1985 SS 15 (dtto) ESO
- Космос 1985 SS 16 (dtto) ESO
- Космос 1985 SS 17 (dtto) ESO
- Космос 1985 SS 18 (dtto) ESO
- Космос 1985 SS 19 (dtto) ESO
- Космос 1985 SS 20 (dtto) ESO
- Космос 1985 SS 21 (dtto) ESO
- Космос 1985 SS 22 (dtto) ESO
- Космос 1985 SS 23 (dtto) ESO
- Космос 1985 SS 24 (dtto) ESO
- Космос 1985 SS 25 (dtto) ESO
- Космос 1985 SS 26 (dtto) ESO
- Космос 1985 SS 27 (dtto) ESO
- Космос 1985 SS 28 (dtto) ESO
- Космос 1985 SS 29 (dtto) ESO
- Космос 1985 SS 30 (dtto) ESO
- Космос 1985 SS 31 (dtto) ESO
- Космос 1985 SS 32 (dtto) ESO
- Космос 1985 SS 33 (dtto) ESO
- Космос 1985 SS 34 (dtto) ESO
- Космос 1985 SS 35 (dtto) ESO
- Космос 1985 SS 36 (dtto) ESO
- Космос 1986 (декември 29) Комета No. 10

## 1989
- Космос 1987 (януари 10) Ураган No. 27L GLONASS
- Космос 1988 (dtto) Ураган No. 45L GLONASS
- Космос 1989 (dtto) Etalon PKA No. 1L
- Космос 1990 (януари 12) Ресурс-F2 17F42 No. 3
- Космос 1991 (януари 18) Облик
- Космос 1992 (януари 26) Стрела-2 COMM
- Космос 1993 (януари 28) Кобальт
- Космос 1994 (февруари 10) Стрела-3 COMM
- Космос 1995 (dtto) Стрела-3 COMM
- Космос 1996 (dtto) Стрела-3 COMM
- Космос 1997 (dtto) Стрела-3 COMM
- Космос 1998 (dtto) Стрела-3 COMM
- Космос 1999 (dtto) Стрела-3 COMM
- Космос 2000 (февруари 10) Облик